# Sede central

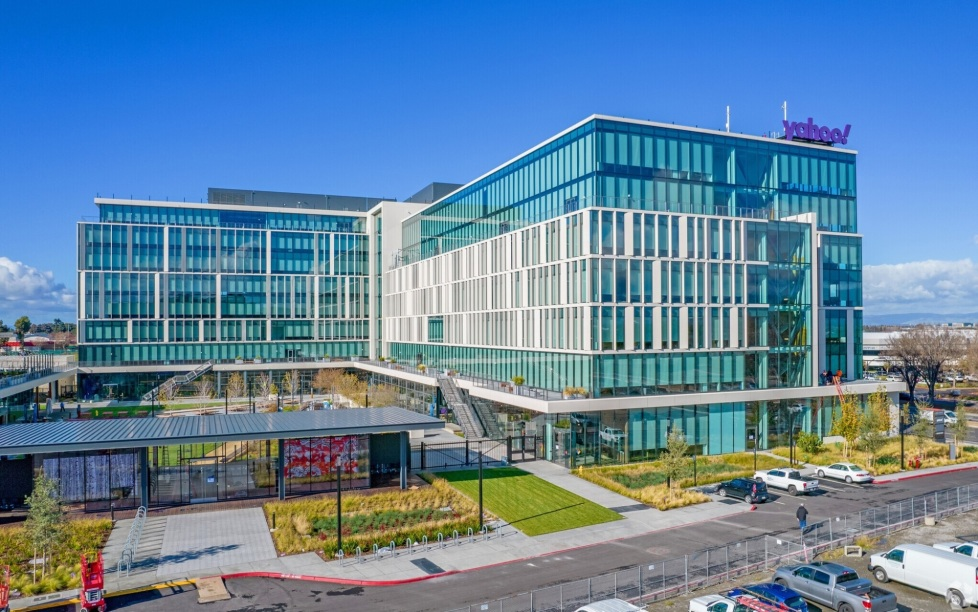
Sede central de Yahoo!.

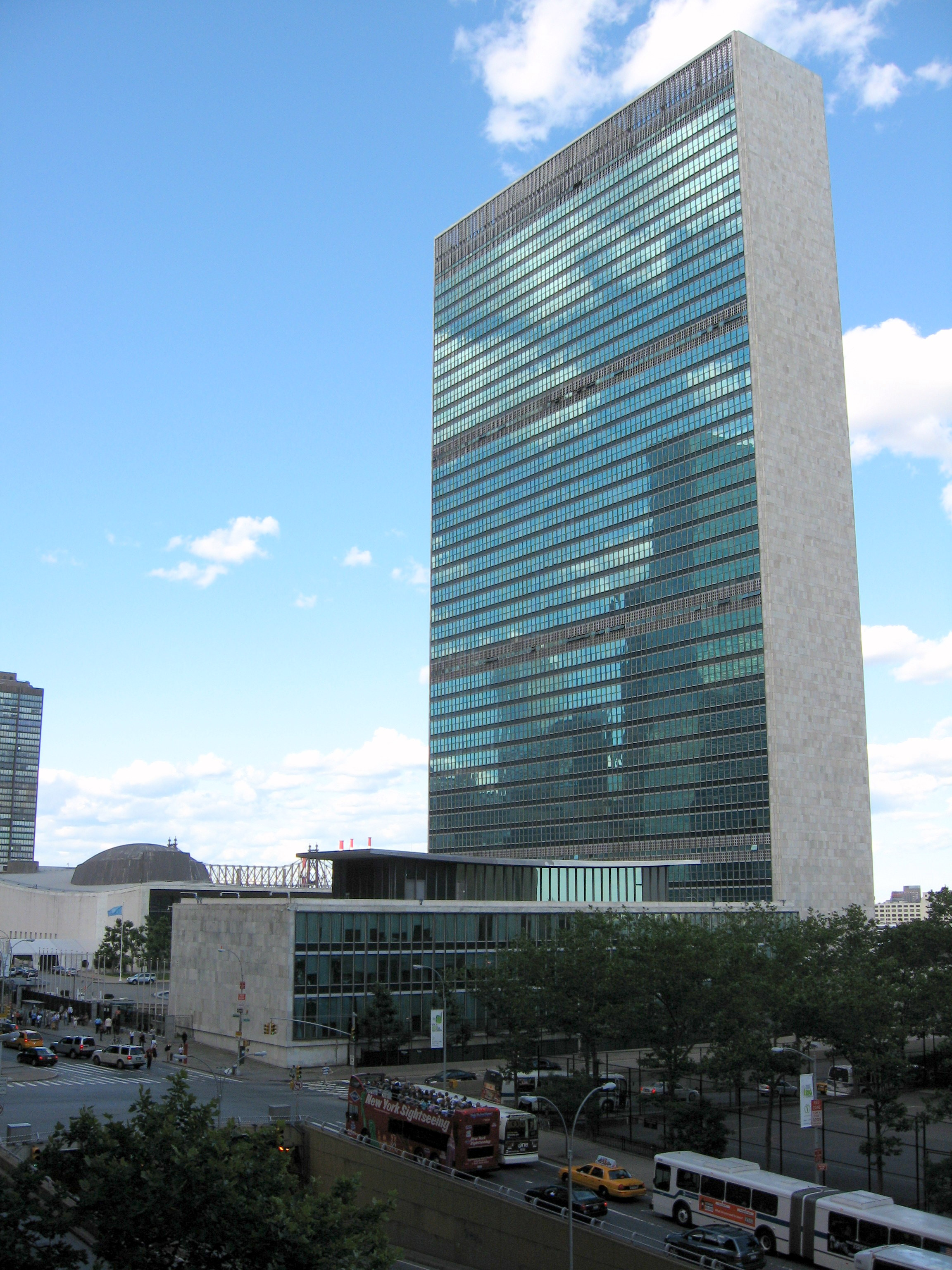
Sede central de Naciones Unidas.

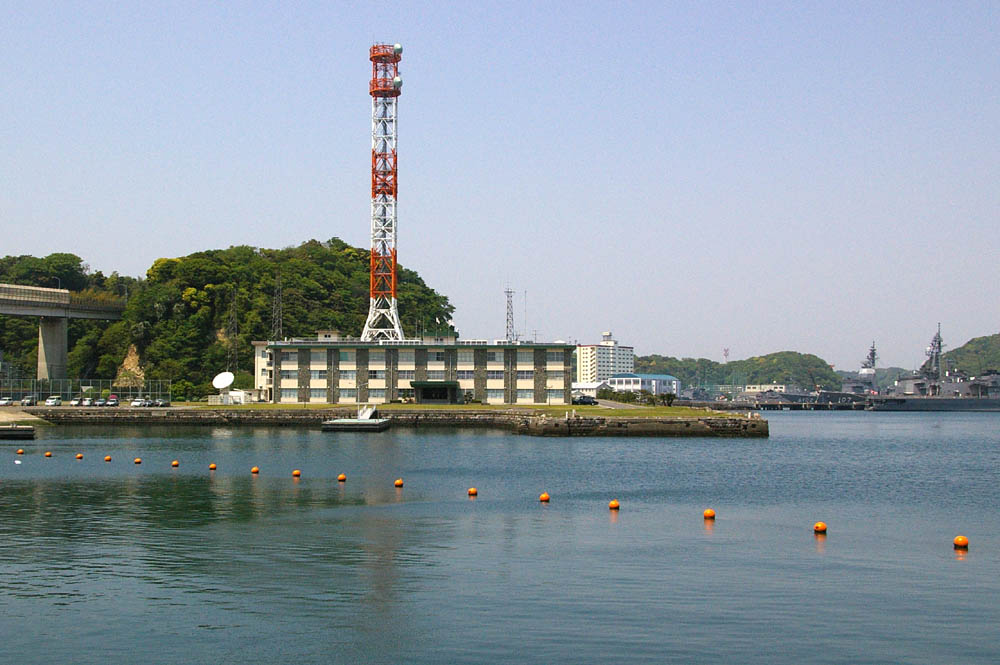
Cuartel general de la Fuerza Marítima de Autodefensa de Japón, en la base naval de Yokosuka.

Sede central u oficinas centrales es el nombre que recibe el lugar en el que se concentran la mayoría de las funciones importantes de una organización. El término se usa especialmente en referencia a organizaciones militares, mientras que en las sociedades mercantiles se denomina domicilio social.

## Cuartel general militar
Un cuartel general en el ámbito militar puede tomar muchas formas, dependiendo del tamaño y la naturaleza de la unidad militar que gobierna. En el ámbito de la OTAN, se distinguen hoy día tres tipos: el táctico, el principal y el de retaguardia. Estos tipos, independientemente de la terminología concreta, coinciden en el uso con la mayoría de los tipos de cuarteles generales empleados durante la historia.

### Cuartel general táctico
Un cuartel general táctico es un conjunto pequeño de personal y medios de comunicación, a cargo de una unidad concreta. Normalmente muy móviles, su función es apoyar al comandante de la unidad en las operaciones mejorando sus comunicaciones, así como liderar partes clave de la unidad desde una posición en la que puedan ver el terreno de forma adecuada y ejercer su influencia en los subordinados inmediatos.

### Cuartel general principal
El cuartel general principal es mucho menos móvil y suele ocuparse de la estrategia de un conflicto, es decir, la planificación y ejecución de las operaciones. Se compone normalmente de una cierta cantidad del personal procedente de diversas ramas, con la función de asesorar al comandante en jefe, así como controlar y supervisar los distintos aspectos de la planificación o la ejecución de operaciones concretas. Un cuartel general principal estará dirigido normalmente por un jefe de Estado Mayor, que se ocupará de coordinar el trabajo del personal.

### Cuartel general de retaguardia
El cuartel general de retaguardia se mantiene a cierta distancia de la línea del frente en las operaciones convencionales. Su función es asegurar el soporte logístico a las tropas del frente, proporcionando suministros médicos, material, equipo y suministros de combate donde sean necesarios.